# La svolta (film)
La svolta è un film italiano del 2021 diretto da Riccardo Antonaroli.

## Trama
Ludovico è un ragazzo introverso e irresoluto. Vive da solo in un grande appartamento del quartiere romano della Garbatella, ereditato dalla nonna, e non risponde alle aspettative dei genitori né alle proprie.
Studente fuoricorso di economia, ha un talento per i fumetti, che però disegna solo per sé stesso non credendo fino in fondo nelle proprie capacità. 
Un giorno gli piomba in casa Jack, un ladruncolo che ha sottratto un bottino cospicuo al membro di una banda di malavitosi capitanata dallo spietato Caino. Jack è braccato ed è costretto ad occultarsi mentre Caino prima fa uccidere dal sicario Buzzetti l'uomo che si è fatto soffiare il bottino, poi manda altri due uomini fidati, Spartaco e Marzio, a riprendere il maltolto.
Jack, dopo aver chiarito le cose in fare minaccioso, capisce la psicologia di Ludovico col quale entra presto in empatia. In brevissimo tra i due, seppure diversissimi, nasce una grande complicità che aiuta soprattutto Ludovico a superare una serie di blocchi mentali, permettendogli, tra l'altro, di farsi avanti con Rebecca, la bella ragazza del piano di sopra, alla quale strappa un appuntamento. Jack apprezza anche i fumetti di Ludovico, alla pubblicazione dei quali promette che dedicherà parte della refurtiva.
Intanto i tentativi di Caino vanno a vuoto. Fa uccidere Marzio e risparmia Spartaco solo per un vecchio debito di riconoscenza verso il padre, quindi si affida a Buzzetti che in effetti individua Jack. Volendosi occupare di persona della cosa, piomba una sera nell'appartamento di Ludovico dove i ragazzi si fanno sorprendere ubriachi e felici dopo una bella serata con le ragazze del piano di sopra. Mentre Caino sta per ucciderli, irrompe Spartaco che, per vendicare l'uccisione del collega Marzio, fredda il grande capo, ma non si accorge che dietro di lui c'è il sicario Buzzetti. Questi uccide Spartaco, ma a sorpresa spara in testa anche a Caino, prende la borsa con i soldi, per poi puntare la pistola sui ragazzi. Ludovico, con uno scatto sorprendente raccoglie la pistola di Spartaco e lancia una scarica sul sicario, che però riesce ugualmente a restituire i colpi.
Buzzetti è morto, ma anche Ludovico giace senza vita. Jack, affranto, scappa col bottino ma anche lui è gravemente ferito. In strada, dopo poco, crolla vicino a dei cassonetti dove viene notato da una squadra di netturbini al lavoro. Questi prendono il denaro mentre Jack rimane a terra con i disegni che Ludovico gli aveva dedicato.

## Distribuzione
Il film è stato presentato fuori concorso al Torino Film Festival il 2 dicembre 2021. Il film poi è stato distribuito sulla piattaforma Netflix a partire dal 20 aprile 2022. Il trailer del film è stato pubblicato il 19 aprile 2022.